# Бенавидес, Карлос
Ка́рлос Науэ́ль Бенави́дес Протесо́ни (исп. Carlos Nahuel Benavidez Protesoni; род. 30 марта 1998, Монтевидео) — уругвайский футболист, полузащитник клуба «Алавес».

## Биография
Бенавидес — воспитанник клуба «Дефенсор Спортинг». 11 апреля 2016 года в матче против «Насьоналя» он дебютировал в уругвайской Примере. 23 ноября 2017 года в поединке против «Монтевидео Уондерерс» Карлос забил свой первый гол за «Дефенсор Спортинг». Летом 2018 года Бенавидес перешёл в аргентинский «Индепендьенте». Сумма трансфера составила около двух млн. евро.
В 2017 года Бенавидес в составе молодёжной сборной Уругвая выиграл молодёжный чемпионат Южной Америки в Эквадоре. На турнире он сыграл в матчах против команд Перу, Боливии, Колумбии, Бразилии, Венесуэлы и Аргентины.
В том же году Бенавидес принял участие в молодёжном чемпионате мира в Южной Корее. На турнире он сыграл в матчах против команд Италии, Японии, ЮАР, Португалии и Венесуэлы.

## Достижения
Международные
Уругвай (до 20)
- Чемпион Южной Америки среди молодёжи — 2017